# Notanisomorphella bicolor
Notanisomorphella bicolor är en stekelart som först beskrevs av Vittorio Luigi Delucchi 1962.  Notanisomorphella bicolor ingår i släktet Notanisomorphella och familjen finglanssteklar. Inga underarter finns listade i Catalogue of Life.